# 俞諫
俞諫（1455年—1524年），字良佐，浙江承宣布政使司嚴州府桐廬縣（今浙江省杭州市桐廬縣）人，明朝政治人物，官至右都御史。俞藎之子。

## 生平
弘治二年（1489年）己酉科浙江鄉試第二十九名舉人。弘治三年（1490年）聯捷庚戌科會試第三十九名，三甲第三十二名進士，授山東長清縣知縣，升任南京監察御史。
正德初，出爲河南按察使司僉事，剿捕嵩縣雪花崖起事首領呂梅。不久，改山西僉事。正德三年（1508年），升江西布政使司參議，平定大帽山民變。再升廣東按察使司副使，途中召為大理寺少卿。正德六年（1511年），升爲都察院右僉都御史，治理蘇州、杭州等地水患，修治圩塘，百姓享其功勞。進右副都御史，提督操江。正德八年，姚源王浩八率眾民變，明武宗命俞諫替代陳金督江西、浙江、福建諸軍討伐。當時王浩八有一萬余部隊，屯兵于浙江開化，被同知伍文定等所敗，隨後逃亡江西德興，以所執都指揮白弘、江洪為任職，求按察使王秩招撫。王秩接受，但王浩八反悔，佔領貴溪裴源山，收復余眾，連營十里。俞諫於是下令王秩與副使胡世寧、參政吳廷舉佔領各地要害，而親自與都督李鋐乘夜冒雨進攻，攻破并俘虜斬殺數千人，并生擒王浩八。其黨羽潰走玉山，俞諫則與南贛巡撫周南、江西巡撫任漢再次進攻并斬獲七百餘人。剩下叛軍逃亡姚源，俞諫則命吳廷舉等進剿逼擒。
民變之事仍然不休，王垂七、胡念二等繼續叛變，殺害按察使司副使李情、及饒州通判陳達、秦碧，指揮邢世臣等，俞諫隨後再次率兵平亂。隨後兼任江西巡撫，次年出擊臨川民變，升都察院右都御史，仍兼江西巡撫。群盜悉平。寧王朱宸濠命張鰲山諫，正德十一年（1515年），俞諫被召還，致仕歸鄉。
嘉靖元年（1522年），因舉薦，俞諫得到起用并擔任故職，并任漕運總督。青州礦盜王堂等起義，在東昌、兗州、濟南等地流竄搶劫。都指揮楊紀及指揮楊浩等進攻，楊浩戰死，楊紀被免。世宗責怪山東將吏，御史諸臣分道逐賊，義軍流劫金鄉、魚臺間。突然進攻曹州，準備渡過黃河，但未能實現，遂再次掠奪考城等黃河西岸。而當時王友賢等率眾掠祥符、封丘，南抵徐州。河南及保定等地紛紛告急。廷議以諸道巡撫權位相埒，命俞諫與都督魯綱並提督兩畿、山東、河南等軍務，節制各地軍隊。當時，義軍在考城再次出現，官軍欲追繳，而河南義軍張進引三百騎馳至，雙方交戰，官軍大潰，將士死者八百余人。俞諫於是改用連營相進之計，義軍勢力遂消亡。同年秋，召回掌管都察院事。又過一年后去世，贈太子太保，謚莊襄。

## 家族
曾祖俞仲彬；祖父俞宗正；父俞藎，知府。母張氏。慈侍下。